# 모성영웅

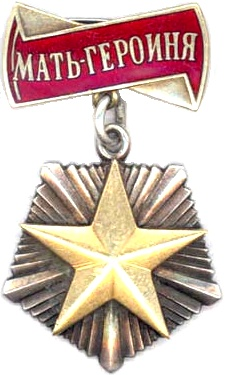

모성영웅(러시아어: Мать-героиня 마트게로이냐[*])은 소련의 상훈 중 하나로, 자식을 10명 이상 낳고 길러낸 어머니에게 수여된 명예 칭호이다. 소련에서 단순히 다산을 명예로서 장려하기만 한 것은 아니고, 임산부에 대한 재정적 원조, 대가족 및 편모가족의 어머니들에 대한 지원과 같은 구체적인 제정의도가 있었다.
첫째-아홉째까지의 자식들(친자와 입양아를 가리지 않고)이 모두 생존해 있다는 조건 하에 열째 아이의 첫돌 날에 수여가 이루어졌다. 다만 자식이 영웅적 상황 또는 군사적 이유, 직업병 등으로 사망했을 경우 생존자와 마찬가지로 셈했다. 다섯 명에서 아홉 명까지의 자식을 길러낸 어머니에게는 모성영광훈장이 수여되었으며, 모성영웅과 모성영광훈장은 동시에 제정되었다.
모성영웅에게는 퇴직연금, 공공요금 면제, 식품을 비롯한 생필품 지급 등의 특권이 주어졌다. 43만여명의 여성들이 이 명예칭호를 받았다.

## 같이 보기
- 소련의 상훈

## 참고 문헌
- “Decree of the Presidium of the Supreme Soviet of the Soviet Union of  July 8, 1944” (러시아어). Legal Library of the Soviet Union. 1944년 7월 8일. 2012년 2월 25일에 확인함.